# نورمحمد درتکیده
نورمحمد درتکیده، روستایی از توابع بخش مرکزی شهرستان چابهار در استان سیستان و بلوچستان ایران است.

## جمعیت
این روستا در دهستان پیرسهراب قرار دارد و براساس سرشماری مرکز آمار ایران در سال ۱۳۸۵، جمعیت آن ۷۵ نفر (۱۶خانوار) بوده‌است.